# Приморська Шаранта
Примо́рська Шара́нта (фр. Charente-Maritime фр. вимова: [ʃaʁɑ̃t maʁitim] ( прослухати); пуат.-сент. Chérente-Marine; окс. Charanta Maritima) — департамент на заході Франції, один із департаментів регіону Нова Аквітанія. Порядковий номер 17.
Адміністративний центр — Ла-Рошель. Населення 557 тис. осіб (39-е місце серед департаментів, дані 1999 року).

## Географія
Площа території 6864 км². Через департамент протікають великі річки Шаранта та Гаронна (її естуарій Жиронда утворює межу департаменту на півдні).
Департамент включає 5 округів, 51 кантон і 472 комуни.

## Історія
Нижня Шаранта (так називався департамент до 4 вересня 1941 року) — один із перших 83 департаментів, утворених у березні 1790 року.